# Treffen Junge Musik-Szene
Das Treffen junge Musik-Szene ist ein bundesweiter Musikwettbewerb für Jugendliche von 11 bis 21 Jahren. Er findet seit 1984 jährlich statt und wurde bis 1991 zunächst unter dem Titel „Treffen Junger Liedermacher“ ausgetragen. Der Wettbewerb wird neben dem Treffen junger Autor*innen, dem Theatertreffen der Jugend und dem Tanztreffen der Jugend durch die Berliner Festspiele im Auftrag des Bundesministeriums für Bildung und Forschung durchgeführt.

## Verlauf des Wettbewerbs
Zur Bewerbung zugelassen sind sämtliche Stücke, die aus Sprache und Musik bestehen, das heißt gesungene oder gesprochene Texte mit instrumentaler Begleitung oder a-cappella. Musik und Text müssen selbst geschrieben sein.
Eine unabhängige Jury aus Musikschaffenden und Fachleuten wählt in der Regel 10 Bands und Solisten aus.
Die Ausschreibungsphase des Wettbewerbes startet im März eines jeden Jahres und wird auf der Homepage der Berliner Festspiele bekannt gegeben. Das Auswahlverfahren ist bis Ende September abgeschlossen.

## Preise
Der Preis des Wettbewerbs ist die Teilnahme am fünftägigen Treffen Junge Musik-Szene in Berlin.
Den ausgewählten Musikern steht dort ein umfangreiches Rahmenprogramm aus Workshops, Einzelcoachings und Jamsessions zur Verfügung, außerdem findet ein öffentliches Konzert aller Preisträger im Haus der Berliner Festspiele statt. Das Treffen Junge Musik-Szene hat die Möglichkeit, Bands und Solokünstler aus dem Kreise der Bewerber für das Popcamp vorzuschlagen.  

## Teilnehmer
Bekannte ehemalige Teilnehmer sind unter anderem Claudia Koreck, Uta Köbernick, Vierkanttretlager, Eva Croissant, Dioramic / Zedd, Daniel Wirtz, Bodo Wartke, Willy Astor, Sebastian Krämer, Martin Buchholz (aka Horacz Bluminth) und Philipp Poisel.